# Alphonse Boni
 (juillet 2015).
Si vous disposez d'ouvrages ou d'articles de référence ou si vous connaissez des sites web de qualité traitant du thème abordé ici, merci de compléter l'article en donnant les références utiles à sa vérifiabilité et en les liant à la section « Notes et références ».
Alphonse Boni (né le 1er mars 1909 à Niamoué (Tiassalé) en Côte d'Ivoire et mort à Toulouse le 14 octobre 1989),est un ancien magistrat français puis ivoirien, garde des Sceaux et ministre de la Justice de Côte d'Ivoire, dans le gouvernement Houphouët-Boigny I.

## Biographie
Fils de  Tano Ehouman Boni et d'Akissi Bâ, il est issu d'une famille de chefferie en Côte d'Ivoire. À l'âge de 15 ans, ses parents l'envoient étudier en France. Il arrive au collège d’Angoulême, le 24 décembre 1924, en plein hiver où il fut promotionnaire de François Mitterrand. Le 13 août 1932, alors qu'il est encore étudiant, Alphonse Boni fait une demande de naturalisation, ne possédant alors que la nationalité indigène français. Le maire de Toulouse appuie sa demande de naturalisation par des observations écrites, ce qui lui a permis de devenir français en 1934.
Il épouse la tarnaise Rose Marie Frédérique Galou le 19 juillet 1937. Le mariage religieux est célébré la nuit à cause des préjugés de l'époque sur un mariage entre un Noir et une Blanche. Danièle Boni-Claverie témoigne : « [Mon père] a rencontré ma mère qui était en fac d'anglais à Toulouse. Je ne vous cache pas que leur relation n'a pas fait l'unanimité dans la famille. Une Blanche qui épousait un Noir, c'était du jamais vu dans le Gaillac des années «30». La famille de maman a été tellement divisée que mes parents se sont mariés à minuit presque en catimini. »
Après des études de droit, Alphonse Boni devient magistrat, occupe différents postes et effectue plusieurs voyages avec sa femme.
Ancien membre de cabinet de François Mitterrand, il sera nommé par Félix Houphouët-Boigny, ministre de la Justice de la Première République de Côte d'Ivoire. Il deviendra  président de la Cour Suprême de justice de Côte d'Ivoire.
Son épouse, née le 1er avril 1910, meurt à l'âge de 77 ans, l'année de son cinquantième anniversaire de mariage. Deux ans après, Alphonse Boni meurt des suites d’un infarctus le samedi 14 octobre 1989 à Toulouse.
Il était Commandeur de la Légion d'Honneur et Grand Officier de l'Ordre du Mérite.

## Famille
Alphonse Boni et sa femme ont eu quatre enfants, trois filles et un garçon, dont Danièle Boni-Claverie, femme politique ivoirienne, qui se maria au juriste français Georges Claverie. Danièle Boni-Claverie avait interviewé à Paris le président Giscard d'Estaing en tant que journaliste et représentante de la RTI, la Radio Télévision Ivoirienne.
Isabelle Boni-Claverie est la petite-fille d'Alphonse Boni.